# Clay Cross
Clay Cross è un paese di 8 573 abitanti della contea del Derbyshire, in Inghilterra.